# Kanton Grandrieu
Kanton Grandrieu (francouzsky Canton de Grandrieu) je francouzský kanton v departementu Lozère v regionu Languedoc-Roussillon. Tvoří ho sedm obcí.

## Obce kantonu
- Chambon-le-Château
- Grandrieu
- Laval-Atger
- La Panouse
- Saint-Bonnet-de-Montauroux
- Saint-Paul-le-Froid
- Saint-Symphorien